# Michail Chmjalnitski
Michail Chmjalnitski (belarusiska: Міхаіл Хмяльніџкі, ryska: Михаил Сергеевич Хмельницкий: Michail Sergejevitj Chmelnitskij), född den 24 juli 1969, är en belarusisk före detta friidrottare som tävlade i gång.
Chmjalnitski tävlade främst på den kortare distansen 20 km gång och hans främsta merit är bronsmedaljen vid VM 1997 i Aten. Vid VM 1995 slutade han på en nionde plats och vid Olympiska sommarspelen 2000 blev han 34:a.

## Personliga rekord
- 20 km gång - 1:18.14